# Miasteczko Salem
Miasteczko Salem (ang. ’Salem’s lot) – druga powieść Stephena Kinga, wydana w 1975. W roku 2005 doczekała się rozszerzonego wydania (limitowana edycja, dodatkowe 50 stron z niewykorzystanymi fragmentami, 6 ilustracji). W Polsce powieść wydana przez Amber w 1991 roku i przez wydawnictwo Prószyński i S-ka w 2008 roku.

## Opis fabuły
Znany pisarz Ben Mears powraca do miejsca, gdzie spędził dzieciństwo – małego miasteczka Jeruzalem zwanego też Salem. Główny bohater jest szczególnie zainteresowany starym domostwem rodziny Marstenów, w którym przed wielu laty doszło do tragicznych wydarzeń. Okazuje się, że dom został kupiony przez dwóch tajemniczych mężczyzn. Wkrótce w Salem w dziwnych okolicznościach zaczynają umierać ludzie.

## Ekranizacje
- Miasteczko Salem – film z 1979 roku (w USA emitowany początkowo jako miniserial)
- Miasteczko Salem – miniserial z 2004 roku
- Miasteczko Salem – film z 2024 roku